# Алвару XIII
Алвару XIII (порт. Alvaro XIII) або Ндонґо (кон. Ndongo; пом. 1875) — п'ятдесят другий маніконго центральноафриканського королівства Конго.
Алвару був обраний маніконго після смерті Енріке III. Втім свої претензії на престол висунув його двоюрідний брат Педру. Останній звернувся по допомогу до португальців, які раніше вже окупували частину територій Конго. Зрештою, поваливши Алвару в серпні 1859 року, він отримав трон і став першим маніконго, який склав васальну присягу португальському монарху.